# اچ‌ام‌اس لرل (۱۷۹۵)
اچ‌ام‌اس لرل (۱۷۹۵) (به انگلیسی: HMS Laurel (1795)) یک کشتی است که طول آن ۳۵٫۵ متر (۱۱۶ فوت ۵٫۶ اینچ) می‌باشد. این کشتی در سال ۱۷۹۵ ساخته شد.